# ОШ „Светозар Марковић” Рековац
Основна школа "Светозар Марковић" је осморазредна школа у Рековцу. Њој територијално припада издвојена осморазредна школа у Лоћики, издвојене четвороразредне школе у: Ратковићу, Цикоту, Урсулу, Кавадару, Вукмановцу, Беочићу, Мотрићу, Комарану и Великој Крушевици. 

## Историјат
Прва државна школска зграда налазила се где је сада зграда Скупштине општине. Најстарији мештани тврде да је имала четири учионице, ходник, канцеларију и собу за служитеља. Била је сазидана од тврдог материјала и трајала је до 1929. године, када је разрушена и уместо ње подигнута нова у којој се сада налази Скупштина општине. 
Рековачка школа је дуги низ година служила за сва околна села. Временом су села добијала своје школе, тако да је 1943. године и најближе село Ломница последње одвојило школу од Рековца.
За време Првог светског рата школа није радила, док у Другом светском рату рад школе није прекидан.
Школске 1945/46. године у Рековцу је отворена дворазредна гимназија која је временом требало да прерасте у нижу гимназију. Гимназија није имала своју зграду и ради у згради основне школе. У школи ради и Женска занатска школа кроз коју се женска омладина оспособљавала за ручне радове.
Школске 1955.1956 године, одлуком Народног одбора Среза, спојене су Нижа гимназија и Основна школа у Осмогодишњу школу, која, после једног века ђаковања Светозара Марковића у Рековцу, добија његово име. За директора је постављен Светомир Симић из Драгова, наставник. Те школске 1955.1956 године школа је имала 13 одељења за 318 ученика. Школа ради у две смене. Старији разреди похађају преподневну смену због великог броја ученика путника, а млађи поподневну смену (Рековац и Лоћика). У матичној школи постоје 12 учионица од којих се једна користи за продужени боравак ученика. Школа поседује кабинете за музичко, физику , хемију, информатику, техничко образовање и савремену школску кухињу. Изграђена је спортска хала која се користи за реализацију наставе физичког васпитања. Школска библиотека је опремљена великим бројем књига и стручном литературом којаје доступна свим ученицима и наставницима. У школи активно ради новинарска секција, литерарна, ликовна, драмска, хор. Резултати њиховог рада веома су запажени не само у општини, већ и у округу и републици. Наставнички колектив се, дакле, труди да ученике оспособи за даље школовање и живот. Резултати остварени на општинским, окружним и републичким такмичењима најбоља су потврда успешности њиховог рада.